# Alojzy Pietrzyk
Alojzy Pietrzyk (ur. 31 marca 1951 w Wiśle Wielkiej) – polski polityk, działacz związkowy, przedsiębiorca, poseł na Sejm I kadencji.

## Życiorys
W 1968 ukończył zasadniczą szkołę zawodową w Mysłowicach. Pracował w KWK Jastrzębie, w latach 1971–1995 był zatrudniony w KWK Zofiówka. W 1980 organizował strajki w kopalni, wstąpił do „Solidarności”. W stanie wojennym został internowany na okres od 30 kwietnia 1982 do 23 lipca 1982. Brał udział w obradach Okrągłego Stołu po stronie solidarnościowej. W latach 1990–1992 kierował zarządem Regionu Śląskiego NSZZ „S”.
Sprawował mandat posła na Sejm I kadencji z ramienia Solidarności. Przewodniczył Komisji Młodzieży, Kultury Fizycznej i Sportu. Wiosną 1993 był autorem wniosku o wotum nieufności dla rządu Hanny Suchockiej. Ubiegał się bez powodzenia o reelekcję w 1993 (z listy NSZZ „S”) i w 1997 (z listy Bloku dla Polski). Potem wycofał się z bieżącej polityki.
W latach 1993–2001 prowadził własną działalność gospodarczą, po czym przeszedł na emeryturę.

## Odznaczenia
W 2008, za wybitne zasługi dla przemian demokratycznych w Polsce, za osiągnięcia w działalności publicznej i społecznej, został odznaczony przez prezydenta Lecha Kaczyńskiego Krzyżem Oficerskim Orderu Odrodzenia Polski. W 2015 odznaczony przez prezydenta Andrzeja Dudę Krzyżem Wolności i Solidarności.